# Jan Philip Scheibe
Jan Philip Scheibe (* 1972 in Lemgo) ist ein deutscher Künstler. Sein Werk umfasst Lichtinstallationen, Lichtperformances und Interventionen, meist im öffentlichen Raum.

## Biografie
Scheibe studierte von 1996 bis 2001 Objekt-Design mit dem Schwerpunkt Umweltgestaltung und Lichtkunst an der Fachhochschule Aachen.
Seit 2002 nimmt er an zahlreichen Ausstellungen und Projekten im In- und Ausland teil.
Er erhielt 2006 das Niedersächsische Landesstipendium für bildende Kunst in den Künstlerhäusern Worpswede.
Ein Lichtkünstler mit dem Namen Jan Philip Scheibe taucht in Jan Brandts Roman „Gegen die Welt“ auf. Im Kriminalroman „Ostfriesennacht“ von Klaus Peter Wolf spielt Scheibes Installation „House of Wind“ eine Nebenrolle.
Seine Lichtinstallation „Er macht seine Engel zu Winden“ (Schöppinger Berg 2005) wurde am 29. April 2014 in der WDR-Serie „west.art Meisterwerke“ vorgestellt.
Seit 2009 bildet er mit der Künstlerin Swaantje Güntzel die Künstlergruppe „Scheibe & Güntzel“. Unter diesem Namen entsteht die Projektreihe „Preserved“.

## Ausstellungen/Projekte im öffentlichen Raum/Performance (Auswahl)
- „House of Wind“, Intraregionale 2016, Großburgwedel
- Lichtpromenade Lippstadt, 2013
- MARTa Herford, 2010/2013
- MAIS//overhanging fruit, GrensWerte, NL/D, 2012
- shouldered street light, seit 2009
- Land schaffen, Vorwerk Syke, 2010
- Kulturgut Poggenhagen, 2007/2010
- Köln Skulptur 5, Skulpturenpark Köln, 2009
- Kunsthalle Lelkendorf, 2009
- „Junger Westen“ Kunsthalle Recklinghausen, 2007
- Illustrative Berlin, 2007
- Kunstmaand Ameland, NL, 2007
- Oasenschatten, Projekt Raum Kurt-Kurt, Berlin, 2007
- Die Grube, Große Kunstschau Worpswede, 2006
- Blaue Nacht, Nürnberg, 2006
- Skulptur-Biennale Münsterland, 2005
- Werkschau Galerie F6 im Künstlerdorf Schöppingen, 2005
- Felder, Biennale für zeitgenössische Kunst, Cochabamba, BOL 2004
- Voluptous Bad Ems? Internationales Kunstprojekt, Bad Ems 2004
- street level, Simplonpass, CH, I, 2003

## Publikationen
- MARTa Herford, OWL 3 Nutzflächen. Kerberverlag, 2013, ISBN 978-3-86678-871-8, S. 42–49.
- Jan Brandt, Gegen die Welt. Roman, DuMont Buchverlag, Köln 2011, ISBN 978-3-8321-9628-8, S. 873–881, 889.
- KURT-KURT, Katalog, Bruno-Dorn Verlag, Berlin 2010, ISBN 978-3-9810382-4-8, S. 48–53.
- Kunsthalle Recklinghausen, Junger Westen 2007, Katalog, ISBN 978-3-939753-21-6, S. 54–57.
- Skulpturen-Parks in Europa: Kunst und Landschaftsführer, Birkhäuser Berlin 2006, ISBN 3-7643-7624-4, S. 51–52.
- Skulptur-Biennale Münsterland Kreis Borken 2005, Dumont Buchverlag 2005, ISBN 3-8321-7666-7, S. 91–95.
- street level Simplon 2003, Verlag f. mod. Kunst, S. 12,45-46, ISBN 978-3-936711-41-7.